# The Very Best of The Velvet Underground
The Very Best of The Velvet Underground è una raccolta del gruppo rock statunitense The Velvet Underground. È stata pubblicata in Europa il 31 marzo 2003 dalla Polydor Records, l'etichetta discografica che detiene i diritti del catalogo delle canzoni del gruppo.
The Very Best of The Velvet Underground venne fatto uscire sull'onda del successo riscosso da uno spot televisivo della Hyundai, che figurava il brano I'm Sticking with You preso dalla versione ampliata dell'album Loaded (Fully Loaded Edition).

## Tracce
Tutti i brani eseguiti dai Velvet Underground eccetto † The Velvet Underground & Nico. Tutti i brani sono opera di Lou Reed eccetto dove indicato.
1. Sweet Jane
2. I'm Sticking with You (versione del 1969)
3. I'm Waiting for the Man
4. What Goes On
5. White Light/White Heat
6. All Tomorrow's Parties†
7. Pale Blue Eyes
8. Femme Fatale†
9. Heroin
10. Here She Comes Now (Reed, Cale, Morrison)
11. Stephanie Says
12. Venus in Furs
13. Beginning to See the Light
14. I Heard Her Call My Name
15. Some Kinda Love (versione alternativa)
16. I Can't Stand It
17. Sunday Morning (Reed, Cale)†
18. Rock & Roll

(1, 18) da Loaded; (2, 11, 16) da VU; (3, 6, 8–9, 12, 17) da The Velvet Underground & Nico; (4, 7, 13, 15) da The Velvet Underground; (5, 10, 14) da White Light/White Heat.

## Musicisti
The Velvet Underground
- John Cale – viola, basso, tastiere, celesta (3, 5–6, 8–12, 14, 17)
- Sterling Morrison – chitarra, basso, cori
- Lou Reed – voce, chitarra, pianoforte
- Maureen Tucker – percussioni (2–17), voce solista in I'm Sticking with You
- Doug Yule – basso, tastiere, chitarra, batteria, cori (1–2, 4, 7, 13, 15–16, 18)

Musicisti aggiuntivi
- Nico – voce in All Tomorrow's Parties e Femme Fatale, cori in Sunday Morning

Staff tecnico
- Andy Warhol – produttore
- Tom Wilson – produttore
- The Velvet Underground - produttori
- Geoff Haslam, Shel Kagan – produttori